# Gare de Saint-Joseph
Pour les articles homonymes, voir gare de Saint-Joseph (homonymie).
La gare de Saint-Joseph est une gare ferroviaire française disparue de la ligne de Nantes-Orléans à Châteaubriant, située sur le territoire de la commune de Nantes, dans le quartier Nantes Erdre, dans le département de Loire-Atlantique, en région Pays de la Loire.
Elle est mise en service en 1877 par la Compagnie du chemin de fer de Paris à Orléans (PO) et fermée en 1980 par la Société nationale des chemins de fer français (SNCF), en même temps que le service voyageurs de la ligne. Lors de la réouverture de la ligne en 2014, le site est aménagé pour laisser la place au parc relais de la nouvelle gare de Haluchère-Batignolles créée quelques mètres plus au sud.

## Situation ferroviaire
Établie à 27 mètres d'altitude, la gare de Saint-Joseph est située au point kilométrique (PK) 433,441 de la ligne de Nantes-Orléans à Châteaubriant, entre les gares ouvertes de Haluchère-Batignolles et de Babinière. À cet emplacement, se trouve désormais la traversée à niveau entre la ligne Nantes - Châteaubriant parcourue par des trams-trains et la ligne 1 du tramway de Nantes.

## Histoire
La gare de Saint-Joseph ouvre le 23 décembre 1877, en même temps que la ligne Nantes - Châteaubriant, par la Compagnie du chemin de fer de Paris à Orléans (PO). Pourtant, le projet initial de création d'une ligne de chemin de fer entre Nantes et Châteaubriant ne prévoit pas de gare à cet emplacement : la volonté des maires de Nantes et Carquefou, et du président du Conseil général de la Loire-Inférieure, ancien nom du département de la Loire-Atlantique, ont permis d'obtenir l'accord de la compagnie et du ministre des Travaux publics le 24 novembre 1876, à peine plus d'un an avant l'ouverture de la ligne.
Par cinq fois (en 1879, 1880, 1895, 1902 et 1906), le Conseil général demande que la gare, d'abord baptisée « Gare de Saint-Georges », soit ouverte au service des marchandises de petite vitesse. En 1908, il souhaite la création d'une gare de marchandises ou encore l'ajout de wagons réservés aux ouvriers des usines de Saint-Joseph en 1920. Il n'obtiendra que la création d'un abri pour le quai en direction de Nantes en 1890.
En revanche, la présence de la voie ferrée à cet emplacement attire les industriels et quatre usines s'implantent à proximité : l'usine de la Compagnie générale de construction de locomotives (Batignolles-Châtillon), l'usine Saunier Duval, la Compagnie générale de machines agricoles et la minoterie « La boulangerie moderne » de La Compagnie générale de machines agricoles. De nombreuses industries s'embranchent sur la ligne. 30 000 tonnes de marchandises sont enregistrées en 1938, dont la plupart provient de ces embranchements industriels.
Le bâtiment voyageurs est détruit en 1979 et la gare est fermée le 31 mai 1980, en même temps que la relation commerciale Nantes - Châteaubriant, après le passage du dernier train, assuré par un autorail de type X 2400. Le bâtiment abritant l'ancien buffet de gare baptisé « café des voyageurs » subsiste jusqu'en 2010, avant d'être rasé dans le cadre de l'aménagement de la gare de Haluchère-Batignolles.
L'avenue de la Gare-de-Saint-Joseph, située à proximité de l'ancien site de cette halte ferroviaire témoigne de cette époque.